# Eugenio Sanz-Orozco Mortera
Blahoslavený Eugenio Sanz-Orozco Mortera, řeholním jménem José María (Josef Maria) z Manily (5. září 1880, Manila – 17. srpna 1936, Madrid), byl španělský římskokatolický kněz, řeholník Řádu menších bratří kapucínů a mučedník.

## Život
Narodil se 5. září 1880 v Manile jako syn posledního španělského starosty Manily Eugenia del Saz-Orozco de la Oz a jeho manželky Felisy Mortera y Camacho.
Studoval na jezuitské koleji v Manile a následně na Papežské a královské univerzitě sv. Tomáše Akvinského. Poté se rozhodl pro řeholní život a odjel do Španělska.
Vstoupil ke kapucínům v Lecároz a 2. října 1904 přijal hábit a jméno José María. Dne 4. října 1905 složil své časné sliby a 18. října 1908 své věčné sliby. Dne 30. listopadu 1910 byl vysvěcen na kněze v klášteře v Madridu. Několikrát byl zvolen představeným kláštera. Je známo, že choval velkou úctu k Nejsvětějšímu Srdci Ježíšovu a Svaté rodině. Jako kapucín byl skvělým kazatelem a vynikal milosrdenstvím a skromností.
Když vypukla v červenci roku 1936 španělská občanská válka, chtěl se vrátit zpět do Manily, což se mu nepodařilo. Katolická církev byla pronásledována a milicionáři napadli i madridský klášter. Zde byl otec Jose María zatčen a uvězněn v kasárnách Montaña, nakonec byl zde 17. srpna zastřelen.

## Proces blahořečení
Proces jeho blahořečení byl zahájen roku 1954 v arcidiecézi Madrid spolu s dalšími jedenatřiceti spolubratry kapucíny.
Dne 27. března 2013 uznal papež František jejich mučednictví. Blahořečeni byli 13. října 2013 ve skupině 522 španělských mučedníků.